# Epirhyssa flavopicta
Epirhyssa flavopicta är en stekelart som först beskrevs av Smith 1858.  Epirhyssa flavopicta ingår i släktet Epirhyssa och familjen brokparasitsteklar. Utöver nominatformen finns också underarten E. f. fasciata.